# آرامگاه باباپیر
بقعه باباپیر مربوط به دوره قاجار است و در شهرستان مشهد، روستای باباپیر (فخرداوود) واقع شده و این اثر در تاریخ ۱۰ دی ۱۳۸۱ با شمارهٔ ثبت ۶۶۶۸ به‌عنوان یکی از آثار ملی ایران به ثبت رسیده است.